# 디트마르셴

디트마르셴(독일어: Dithmarschen [ˈdɪtmaʁʃn̩][*], 덴마크어: Ditmarsken)은 독일 슐레스비히홀슈타인주의 한 군이다. 북쪽에서부터 시계방향으로 노르트프리슬란트군, 슐레스비히플렌스부르크군, 렌츠부르크에케른푀르데군, 슈타인부르크군, 니더작센주, 그리고 북해와 접한다.
13세기부터 1559년까지 디트마르셴은 신성로마제국 영방국가로서 귀족 영주들에게 종속되지 않은 농민공화국이자 한자동맹 가맹국이었다.